# Go2
Go2 (1978) è il secondo album degli XTC

## Il disco
Secondo disco della band di Swindon, pubblicato il 6 ottobre 1978, raggiunge il 21º posto nelle classifiche inglesi.

Registrato tra agosto e settembre 1978  negli studi numero due e tre di Abbey Road (gli stessi resi celebri dai Beatles) con il produttore e ingegnere del suono John Leckie.

Il cliché a caratteri bianchi su sfondo nero della copertina, prodotto dalla famosa Hipgnosis, e scartato da numerosi altri gruppi, scatena accese discussioni sui giornali specializzati.
Le prime 15000 copie stampate in Gran Bretagna contengono in omaggio l'extended play Go+ e un inserto a colori con un ritratto del gruppo da un lato. Alcune di queste copie contengono anche un poster del primo disco del gruppo White Music e la busta interna con una stampa a mano di colore rosso che riprende il cliché della copertina.
Nella versione americana del disco viene aggiunto il brano Are You Receiving Me? come sesto brano del lato A. La versione è quella registrata con Martin Rushent e pubblicata in Inghilterra come singolo. La versione canadese del disco ha la scritta "XTC GO 2" stampata in alto e al centro della copertina. La prima versione francese del disco e quelle iugoslave hanno la copertina basata sulla foto del gruppo sul poster in omaggio sopra citato.

Con l'avvento del CD il disco viene ripubblicato con l'aggiunta di Are You Receiving Me?  come sesta traccia. Nel 2001 il CD è rimasterizzato a 24 bit con gli stessi brani ma con Are You Receiving Me? come ultima traccia.

## Curiosità
Il titolo completo del disco è XTC's Go 2. Altri titoli eventuali sono World Domination e Strong and Silent

Durante le sedute di registrazione del disco sono registrati 19 brani. Tenuto conto che 12 sono pubblicati sul vinile, i 7 outtake sono: Are You Receiving Me? (versione pubblicata su Coat of Many Cupboards); Instant Tunes (lato B del singolo di Are You Receiving Me?; Looking for Footprints (pubblicato sul flexidisc in omaggio con la rivista “Flexipop!”); Strange Tales, Strange Tails (versione parzialmente ri-registrata pubblicata come lato B del singolo di Respectable Street); Sargasso Bar (mai pubblicata); Things Fall to Bits e Us Being Us (pubblicate su Coat of Many Cupboards).

## Formazione
- Andy Partridge - chitarra e voce
- Colin Moulding - basso e voce
- Barry Andrews - piano, organo, voce e sassofono
- Terry Chambers - batteria

## Tracce
Lato A
1. Meccanik Dancing (Oh We Go!) (Andy Partridge) – 2:35
2. Battery Brides (Andy Paints Brian) (Partridge) – 4:30
3. Buzzcity Talking (Colin Moulding) – 2:45
4. Crowded Room (Moulding) – 3:05
5. The Rhythm (Moulding) – 3:00
6. Red (Partridge) – 3:00

Lato B
1. Beatown (Partridge) – 4:34
2. Life Is Good in the Greenhouse (Partridge) – 4:45
3. Jumping in Gomorrah (Partridge) – 2:00
4. My Weapon (Barry Andrews) – 2:18
5. Super-Tuff (Andrews) – 4:25
6. I am the Audience (Moulding) – 3:40

CD bonus tracks
1. Are You Receiving Me? (Partridge) – 3:03